# Brasilionata arborense
Brasilionata arborense is een spinnensoort in de taxonomische indeling van de Mysmenidae.
Het dier behoort tot het geslacht Brasilionata. De wetenschappelijke naam van de soort werd voor het eerst geldig gepubliceerd in 1995 door Jörg Wunderlich.